# Emanuel Jonasson
Emanuel Jonasson född Johan Emanuel Jonasson 23 februari 1886 i Stockholm död 19 oktober 1956, svensk kompositör och musiker. 
Jonasson arbetade först som militärmusiker vid Svea Livgarde, och som biografmusiker bland annat i en sexmannaorkester på biografen Gyllene Göken i Stockholm på 1910-talet. Han var även verksam under pseudonymen 'Gök-Jonas . Han är främst känd för kompositionen Gökvalsen (1918) som blev en internationell schlager, och som är en av de svenska melodier som blivit mest känd och spelad utomlands.

## Filmmusik
- 1955 - Blå himmel